# بكالوريوس التربية
بكالوريوس التربية (.B.Ed أو BEd) هي درجة أكاديمية جامعية تعد الطلاب للعمل كمدرس في المدارس. يستمر برنامج بكالوريوس التربية عادة من ثلاث إلى أربع سنوات ويجمع بين الدورات الدراسية والخبرة العملية في البيئات التعليمية. تم تصميم المنهج لتوفير المعرفة الأساسية في علم أصول التدريس وعلم النفس التربوي ومنهجيات التدريس والتدريب الخاص بموضوع معين. يتم تجهيز خريجي هذا البرنامج بالمهارات اللازمة لتعزيز بيئة تعليمية داعمة وفعالة لطلابهم.